# Leandro Sandonato
Leandro Sandonato (San Martín, Provincia de Buenos Aires; 18 de marzo de 1984) es un actor argentino de cine, teatro y televisión.

## Carrera
Afiliado a la Asociación Argentina de Actores en el 2019, se formó con Walker Rozsenwich y Tamara Alfaro, ambos en el Teatro San Martín y CC Rojas. Con Marcos Berger y Caro Milli estudió actuación en cámara.
En televisión participó en tiras como Argentina, tierra de amor y venganza encabezada por Gonzalo Heredia, China Suárez, Albert Baró y Delfina Chaves; y recientemente en la serie de ciencia ficción El Eternauta junto a Ricardo Darín y Carla Peterson.
Referente moderno del cine independiente trabajó en varios cortometrajes argentinos como Descencuentros (2015), Minoría selecta (2017) y Conejo (2019), entre otras. En el 2018 participó de la película El oscuro lugar donde habitan dirigido por Gabriel Musco.
También trabajó en famosas publicidades para Cinemark Hoyts - El Cine Nos Une (Llanto) en el 2019 y la cerveza Brahma en el 2017.
En teatro se destacó en obras como Las Chances de Iván, La inocencia de las Mariposas, Separarse de uno mismo y Presente, Señorita. Además fue asistente de producción en la obra La entrevista, no a uno y como asistente de dirección en En el living de casa.

## Filmografía

### Largometrajes
- 2018: El oscuro lugar donde habitan.

### Cortometrajes
- 2025: Vuelo.
- 2023: El Ocupante.
- 2022: El Victimario.
- 2020: Mi Amigo Luis.
- 2020: Resiliencia.
- 2020: Distancia Social.
- 2019: Conejo.
- 2019: Lo que nos hace ser.
- 2019: El estulto.
- 2019: Atrapado.
- 2019: La jaula.
- 2018: La cobardía de los traidores.
- 2017: Minoría selecta.
- 2015: Desencuentros.

Como Director:
- 2020: Mi Amigo Luis.
- 2020: Resiliencia.
- 2020: Distancia Social.

## Televisión
- 2025: El Eternauta.
- 2024: El Ruso.
- 2024: Felices los 6.
- 2023: EL Jardín de Bronce.
- 2023: C.H.U.E.C.O..
- 2023: 'El amor después del Amor.
- 2021: Entre Hombres..
- 2020: Terapia en Tiempo de Zombies.
- 2019: Argentina, tierra de amor y venganza.

## Teatro
- 2018: La entrevista uno a uno.
- 2017: La inocencia de las Mariposas.[5]
- 2017: Separarse de uno mismo con Luján Marangos y Lucas Martinez Foresi.[6]
- 2016: Las Chances de Iván.
- 2013/2016: Presente, Señorita

Como asistente de producción:
- La Entrevista, uno a uno

Como asistente de dirección:
- En el living de casa